# Henri Smets
Henri Smets (Wezembeek-Oppem, 1895 - Brussel, 1994) was een Belgische atleet die gespecialiseerd was in de middellange afstand en het veldlopen. Hij nam deel aan de Olympische Spelen van 1920 in Antwerpen.

## Clubs
Smets begon zijn atletiekloopbaan bij Cercle des Sports Etterbeek en stapte in 1921 over naar Union Sint-Gillis.

## Palmares

### 800 m
- 1921:  BK AC

### 1500 m
- 1919: 4e BK AC
- 1922: 4e BK AC

### 3000 m
- 1920: 4e in ½ fin. landenklassement OS in Antwerpen (20e individueel)

### 5000 m
- 1920: 4e BK AC
- 1920: 8e in serie OS in Antwerpen

### veldlopen
- 1920: 33e OS in Antwerpen
- 1920: 6e landenklassement OS in Antwerpen